# Phaeostachys
Phaeostachys is een mosdiertjesgeslacht uit de  familie van de Escharinidae en de orde Cheilostomatida. De wetenschappelijke naam ervan werd in 1979 gepubliceerd door Hayward.

## Soorten
- Phaeostachys schmitzi (Norman, 1909)
- Phaeostachys spinifera (Johnston, 1847)